# NGC 1705
NGC 1705 est une galaxie irrégulière, naine rapprochée et située dans la constellation du Peintre. NGC 1705 a été découverte par l'astronome britannique John Herschel en 1834.

## Caractéristiques
NGC 1705 présente une large raie HI et elle renferme également des régions d'hydrogène ionisé. Elle est qualifiée de galaxie naine bleue compacte (BCDG pour Blue Compact Dwarf Galaxy) sur le site NASA/IPAC. Selon la base de données Simbad, NGC 1705 est une galaxie à sursauts de formation d'étoiles.

### Distance
Sa vitesse par rapport au fond diffus cosmologique est de 652 ± 6 km/s, ce qui correspond à une distance de Hubble de 9,62 ± 0,68 Mpc (∼31,4 millions d'al).
À ce jour, six mesures non basées sur le décalage vers le rouge (redshift) donnent une distance de 5,322 ± 0,376 Mpc (∼17,4 millions d'al), ce qui est à l'extérieur des valeurs de la distance de Hubble. Étant donné la proximité de cette galaxie avec le Groupe local, cette valeur est peut-être plus près de la distance réelle de NGC 1705.

### Classification
La classification de lenticulaire par la base de données NASA/IPAC et par Wolfgang Steinicke est basée sur d'anciennes images. NGC 1705 a été utilisée par Gérard de Vaucouleurs comme une galaxie de type morphologique I0 pec/BCD dans son atlas des galaxies,.

## Le centre de NGC 1705, un laboratoire d'études
Le centre de NGC 1705 renferme un amas contenant des milliers d'étoiles bleues. Cette galaxie est un laboratoire idéal pour étudier la formation des étoiles. Les jeunes étoiles bleues sont concentrées en son centre, alors que les étoiles rouges plus âgées et plus froides sont plus dispersées. La formation d'étoiles s'est produite dans NGC 1705 pendant toute son existence, mais un récent sursaut de formation d'étoiles a eu lieu, il y a de 26 à 31 millions d'années.

## Galerie

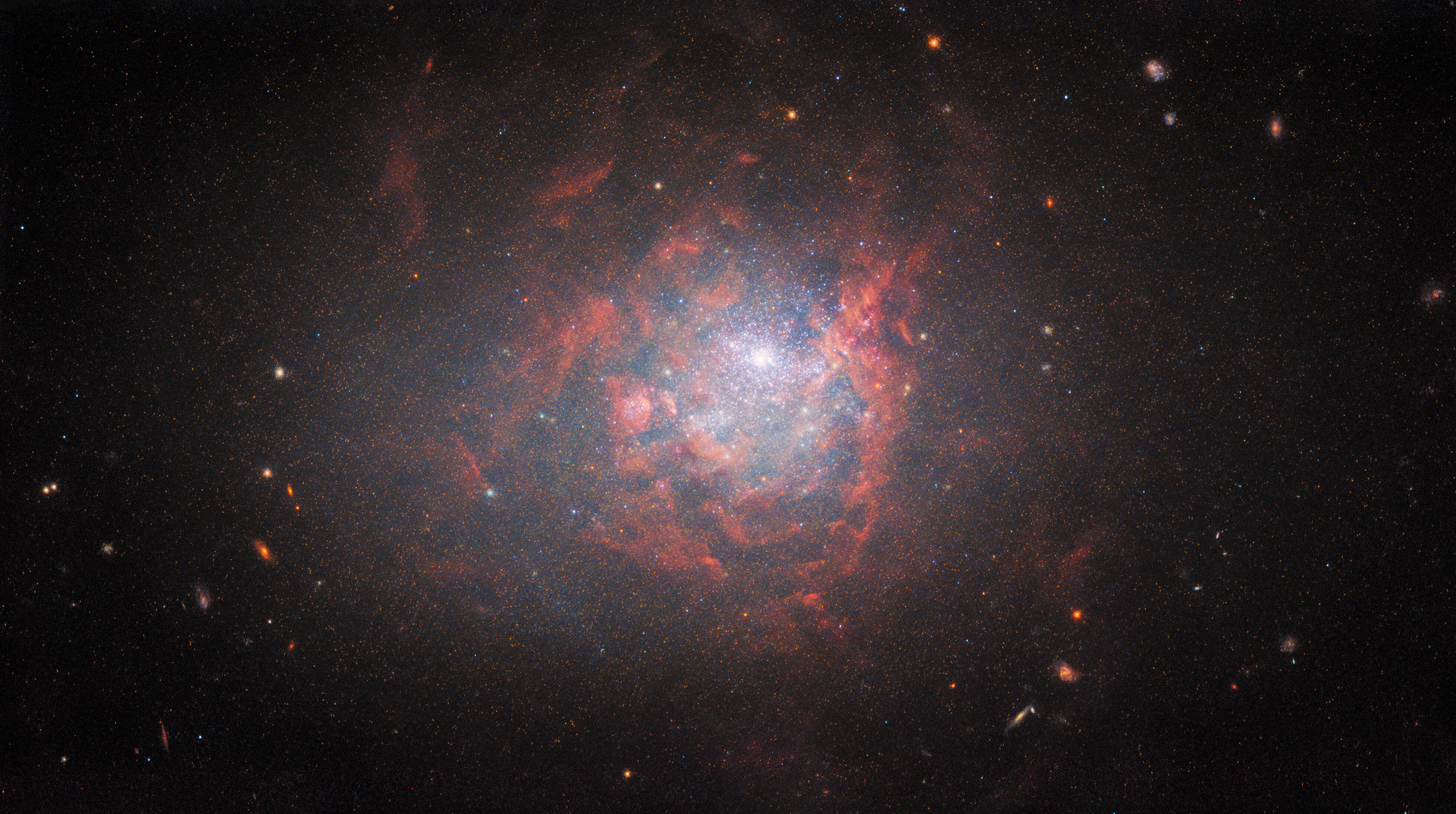
NGC 1705 imagée par le télescope spatial Hubble.
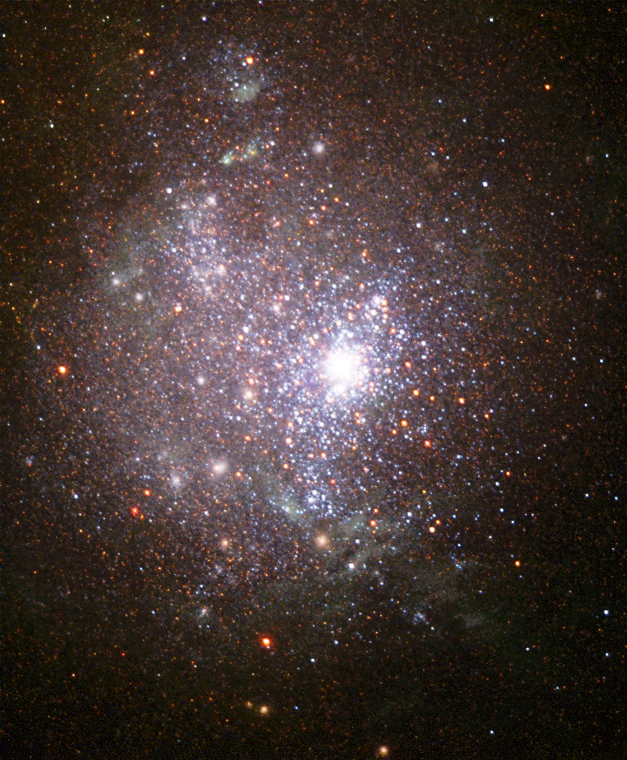
Autre image (détail du centre de la galaxie) réalisée par Hubble.